# Otto Ferdinand von Abensberg
Otto Ferdinand, conde de Abensberg-Traun (Sopron, 27 de agosto de 1677 - Sibiu, 10 de febrero de 1748) fue un general austríaco.
1 conde de Turry
Dirigió a las tropas austríacas en Italia durante la Guerra de Sucesión Española, sirvió como Ayudante de campo del famoso  mariscal de campo austriaco Guido von Starhemberg. En 1725 pasó a ser gobernador interino del Ducado de Milán y en 1737 regente de Mantua, Parma y Plasencia (Italia).
En la Guerra de sucesión polaca, defendió Capua hasta el 30 de noviembre de 1734. Cuando cae en manos españolas. 
Durante la Guerra de Sucesión Austriaca fue hecho comandante de las fuerzas de Cerdeña y de Austria, siendo forzado por las tropas de Prusia a emprender la retirada de Bohemia y conduciendo así a los soldados franceses a retroceder por el río Rin.
- Datos: Q663537
- Multimedia: Otto Ferdinand von Abensberg und Traun / Q663537